# Lecrín
Lecrín település Spanyolországban, Granada tartományban. Lecrín Nigüelas, Lanjarón, El Pinar, El Valle és Villamena községekkel határos. Lakosainak száma 2268 fő (2024).

## Népesség
A település népessége az elmúlt években az alábbi módon változott:
| Lakosok száma | 2273 | 2269 | 2329 | 2322 | 2271 | 2178 | 2098 | 2134 | 2197 | 2268 |
|               | 2001 | 2004 | 2006 | 2009 | 2011 | 2014 | 2016 | 2019 | 2021 | 2024 |